# Euphyia libycaria
Euphyia libycaria är en fjärilsart som beskrevs av Treitschke 1930. Euphyia libycaria ingår i släktet Euphyia och familjen mätare. Inga underarter finns listade i Catalogue of Life.